# Autostrada A40 (Francja)
Autostrada A40 (fr. Autoroute A40) także Autoroute des titans (pl. Autostrada Tytanów) lub Autoroute blanche (pl. Biała Autostrada) – autostrada we Francji w ciągu tras europejskich E21, E25 oraz E62.

## Informacje ogólne
Na całej długości autostrady istnieją dwa pasy ruchu w każdą stronę. Długość autostrady wynosi ok. 208 km, cały ten odcinek jest płatny.

## Historia drogi
Autostrada była otwierana etapami od lat 70. aż do roku 1990.
| Otwarcie | Odcinek                                 |
| -------- | --------------------------------------- |
| 1973     | Vallard – Bonneville                    |
| 1974     | Bonneville – Cluses                     |
| 1975     | Cluses – Sallanches                     |
| 1976     | Sallanches – Le Fayet                   |
| 1982     | Bellegarde-sur-Valserine – Annemasse    |
| 1985     | Odcinek 20 km w pobliżu Bourg-en-Bresse |
| 1986     | Bourg–Sud – Sylans                      |
| 1987     | Mâcon – Bourg–Nord                      |
| 1989     | Sylans – Châtillon-en-Michaille         |
| 1990     | Węzeł A6/A40                            |

## Węzły autostradowe
| Autostrady     | Miejsce                  |
| -------------- | ------------------------ |
| A40, A6        | Mâcon                    |
| A40, A406      | Pont-de-Veyle            |
| A40, A39       | Bourg                    |
| A40, A42       | Neuville-sur-Ain         |
| A40, A404      | Nantua                   |
| A40, A401, A41 | Saint-Julien-en-Genevois |
| A40, A411      | Genève-Vallard           |
| A40, A410      | Évian-les-Bains          |